# Galium palustre var. elongatum
Galium palustre subsp. elongatum é uma variedade de planta com flor pertencente à família Rubiaceae. 
A autoridade científica da variedade é (C.Presl) Rchb.f., tendo sido publicada em Rchb., Icon. Fl. Germ. Helv. 17: 95, tab. 144 (1854-1855).

## Portugal
Trata-se de uma variedade presente no território português, nomeadamente em Portugal Continental.
Em termos de naturalidade é nativa da região atrás indicada.

## Protecção
Não se encontra protegida por legislação portuguesa ou da Comunidade Europeia.